# Tiskarski slog
Tiskarski slog (njem. Satz, Typensatz, eng. typesetting) je grafički pripremljen tekst za tisak. Njime se određuju likovno-grafička svojstva teksta kao što su odabir pisma, njegova veličina, prored i slično. 
Od vremena Gutenbergova izuma, da bi se otisnuo u tehnici knjigotiska, tekst se morao slagati. Tzv. ručnim slogom slovoslagar je u slagaljku (na određenu širinu retka) slagao već gotova slova koja su bila raspoređena u pregradcima slagaćeg ormara. Završetkom procesa tiska, slog se rastavljao, a svako se slovo vraćalo u svoj pregradak.
Prvi slagaći stroj (linotip) izumio je Nijemac Ottmar Mergenthaler 1886. čime je počelo vrijeme strojnog sloga. Spremnik stroja sadržavao je matrice koje su pritiskom na odgovarajuću tipku ispadale na remen koji bi ih prenosio u sabirač. Nakon složenog reda, matrice su se prenosile u uređaj na zalijevanje rastopljenom olovnom slitinom s 5% kositra i 12% antimona pri temperaturi od oko 285 °C. Olovni je redak nakon toga ispadao iz matrica koje su se automatski vraćale u spremište. Nakon završetka tiska slog bi se rastalio, a slitina se rabila za sljedeća lijevanja. Amerikanac Tolbert Lanston 1897. izumio je monotip, stroj za slaganje i lijevanje pojedinačnih slova od olova, koji se sastojao od dva neovisna uređaja. Prvi je uređaj na papirnatoj vrpci bušio kombinacije rupice koje su odgovarale slovnom znaku pritisnutom na tipkovnici. Vrpca se umetala u drugi uređaj koji je lijevao slova na osnovu kombinacija rupica s vrpce. Zbog lijevanja pojedinačnih znakova, monotip je bio prikladan za složene slogove poput matematičkih ili tabličnih slogova.
Napretkom tehnologije, osobito pojavom ofsetnog tiska te fotosloga, strojni je slog napušten, a priprema sloga i grafičke pripreme spojene su u jedno, da bi pojavom računalnog sloga i stolnog izdavaštva ti postupci postali nedjeljiva cjelina.